# Station Bergen (Noorwegen)
Station Bergen is een spoorwegstation in de stad Bergen in Noorwegen. Het huidige station werd gebouwd in 1913 als het eindstation voor Bergensbanen. Eerder had Bergen al een station uit 1883 dat het eindpunt was van Vossebanen. Het stationsgebouw wordt sinds 2003 als monument beschermd. 